# Štěpán Leška
Štěpán Leška, slovensky Štefan Leška (* 21. října 1757 Vrbovce – 25. února 1818 Kiskőrös) byl evangelický duchovní, superintendent, filolog, spisovatel a žurnalista.

## Život
Po studiích působil jako varhaník a učitel evangelického sboru v Bratislavě. Roku 1784 odešel do Čech, kde působil jako farář sboru augsburského vyznání v Černilově a český superintendent a. v. Od roku 1798 byl kazatelem v Dunaegyháze u Pešti a následně v Malém Kéreši (Kiskörös).
Přispíval do Puchmajerových almanachů a do Palkovičova Týdeníku. V letech 1783–1784 redigoval Prešpurské noviny.
Překládal z němčiny a sbíral materiály pro Německo-český slovář, který odevzdal později Dobrovskému. Roku 1825 vyšlo jeho lingvistické dílo Elenchus vocabulorum Europaeorum cumprimis Slavicorum Magyarici usus.
Jeho manželka Rebeka byla básnířkou.